# Henri-Charles Lambrecht
Henri Charles Camille Lambrecht, né le 26 janvier 1848 à Welden et mort le 2 juillet 1889 à Denderleeuw, est un prêtre belge, vingt-troisième évêque de Gand.

## Biographie
Lambrecht est ordonné prêtre à Gand le 8 avril 1871 après des études de théologie au grand séminaire de Gand, puis à l’université catholique de Louvain, où il est professeur de 1875 à 1877. Rappelé par son évêque, Henri Bracq, Lambrecht est, à partir de 1877, professeur de dogmatique au grand séminaire de Gand. En 1880, il est fait chanoine honoraire du chapitre de la cathédrale Saint-Bavon et vicaire général. Il est consacré le 4 avril 1886 évêque coadjuteur de Gand et évêque titulaire de Geras (de) par Pierre-Lambert Goossens avec comme co-consécrateurs Isidore-Joseph Du Rousseaux et Victor-Jean-Joseph-Marie van den Branden de Reeth.
Lambrecht succède à Henri Bracq comme évêque de Gand le 17 juillet 1888. Il n’occupe ce poste qu’un peu moins d’un an, s’éteignant le 2 juillet 1889, à l’âge de 41 ans.
La chapelle funéraire de Lambrecht se trouve dans le cimetière de son village natal de Welden.